# 澳洲新报
《澳洲新报》（Australian Chinese Daily）是澳大利亚的一份华文报纸，被称为全澳最大中文报纸之一。它於1987年3月创刊发行，．读者来自各地区的澳大利亚华人。报纸在全澳发行，．总部位于悉尼唐人街；为日刊，周六日合刊发行；每份售价1.3澳元。2009年期間最高日发行量达25,000份，平日发行量约为17,000至逾20,000。

## 內容
周末版《澳洲新报》除分为澳洲新闻、台湾新闻、香港新闻、华南新闻、中国新闻、国际新闻、华人动态、体育新闻等多个新闻版块外，还有旅游、汽车、娱乐等资讯内容，以及招聘、房产、服务等分类广告。